# 玉置勝彦
玉置 勝彦（たまき かつひこ、1935年7月30日 - 2014年9月21日）は、日本のヴィオラ奏者、指揮者、教育者。

## 人物
東京藝術大学器楽科卒業、同専攻科修了。国内外各地のオーケストラでヴィオラ奏者を務め、ニュルンベルク交響楽団と東京フィルハーモニー交響楽団では首席奏者を歴任した。独奏や室内楽の分野においても、多岐にわたる演奏活動を展開した。1995年には、アルフレッド・ショッパー、デトマール・テツラフ、小林仁らと室内楽グループ「ニュールンベルグ・ムジーク・コレーゲン」を結成。国内各地で演奏会を開催したほか、ドイツとオーストリアへの演奏旅行も行った。
指揮法を渡邉暁雄に師事し、指揮者としても国内各地のプロオーケストラと共演した（日本フィルハーモニー交響楽団、東京都交響楽団、東京交響楽団など。いずれも客演指揮）。2003年には、バリトン歌手の米谷毅彦とともに、プロの器楽演奏家・声楽家からなる「東京エラート室内管弦楽団・東京エラートゼンガー」を設立。同団の指揮者に就任し、以後20回にわたる全ての演奏会を指揮した。
以上の活動と並行して、アマチュアオーケストラの指揮・指導にも積極的にあたった。東京大学音楽部管弦楽団のトレーナー・指揮者を18年にわたり務めたほか、同団卒業生を中心に結成された東京アマデウス管弦楽団を30年にわたって指導した。さらに、1991年よりコンセール21管弦楽団の音楽監督を務めるなど、数多くの団体の指導に携わった。
また、ヴァイオリン、ヴィオラの教師として、多くの職業演奏家およびアマチュア演奏家の育成指導を行った。

## 経歴
- 1935年7月30日：神戸で生まれる。
- 1960年：東京藝術大学器楽科を卒業（ヴィオラ専攻）[1]。東京交響楽団に入団[1]。
- 1962年：東京藝術大学専攻科を修了し、同大学講師となる[1]。その後、読売日本交響楽団に入団し、同大学講師を辞職[1]。
- 1966年：ドイツに渡り、ニュルンベルク交響楽団第一首席ヴィオラ奏者に就任[1]。その後、ニュルンベルク市立歌劇場メンバーとなる[1]。この間、ヴィオラをゲオルク・シュミットに、ヴァイオリンをヴォルフガンク・シュタフォンハーゲンに師事[1]。
- 1970年：東京フィルハーモニー交響楽団首席ヴィオラ奏者に就任[1]。
- 1973年：東京アマデウス管弦楽団が設立され、同団の指揮者に就任[3]。同年、東京フィルハーモニー交響楽団を退団[1]。
- 1991年9月：コンセール21管弦楽団の音楽監督に就任[1][4]。
- 1995年：「ニュールンベルグ・ムジーク・コレーゲン」を結成し、ヴィオラ奏者としての演奏活動に復帰[1]。
- 2003年：東京エラート室内管弦楽団・東京エラートゼンガーを設立し、同団の指揮者に就任[2]。
- 2014年9月21日：東京都内の病院で死去[1]。